# Amazon (empresa)
Amazon.com, Inc. (NASDAQ: AMZN
) és una companyia estatunidenca de comerç electrònic amb seu a Seattle, Washington. Fou una de les primeres grans companyies en vendre béns a través d'Internet. Amazon també posseeix Alexa Internet, a9.com i la Internet Movie Database (IMDb).
Fundada com Cadabra.com per Jeff Bezos el 1994 i llançada el 1995, Amazon.com va començar com una llibreria online, encara que ben d'hora es va diversificar en diferents línies de productes, afegint DVD, CD de música, programari, videojocs, electrònica, roba, mobles, menjar i més.

## Història
La companyia va ser fundada el 1994, quan Bezos va deixar la seva ocupació com a vicepresident de DE Shaw & Co, una firma de Wall Street, i es va traslladar a Seattle. Va començar a treballar en un pla de negocis que es convertiria a Amazon.com. Després de llegir un informe sobre el futur d'Internet, que esperava que el creixement anual del comerç a la Web a 2300%, Bezos va crear una llista de 20 productes que podrien ser comercialitzats en línia. Es va reduir la llista al que ell sentia eren els cinc productes més prometedors que incloïen: discos compactes, equips informàtics, programari, vídeos i llibres. Bezos va decidir finalment que el seu nou negoci seria vendre llibres en línia, a causa de la gran demanda en tot el món per a la literatura, amb els preus baixos pels llibres, juntament amb el gran nombre de títols disponibles en format imprès. Amazon va ser fundada originalment en el garatge de Bezos a Bellevue, Washington.

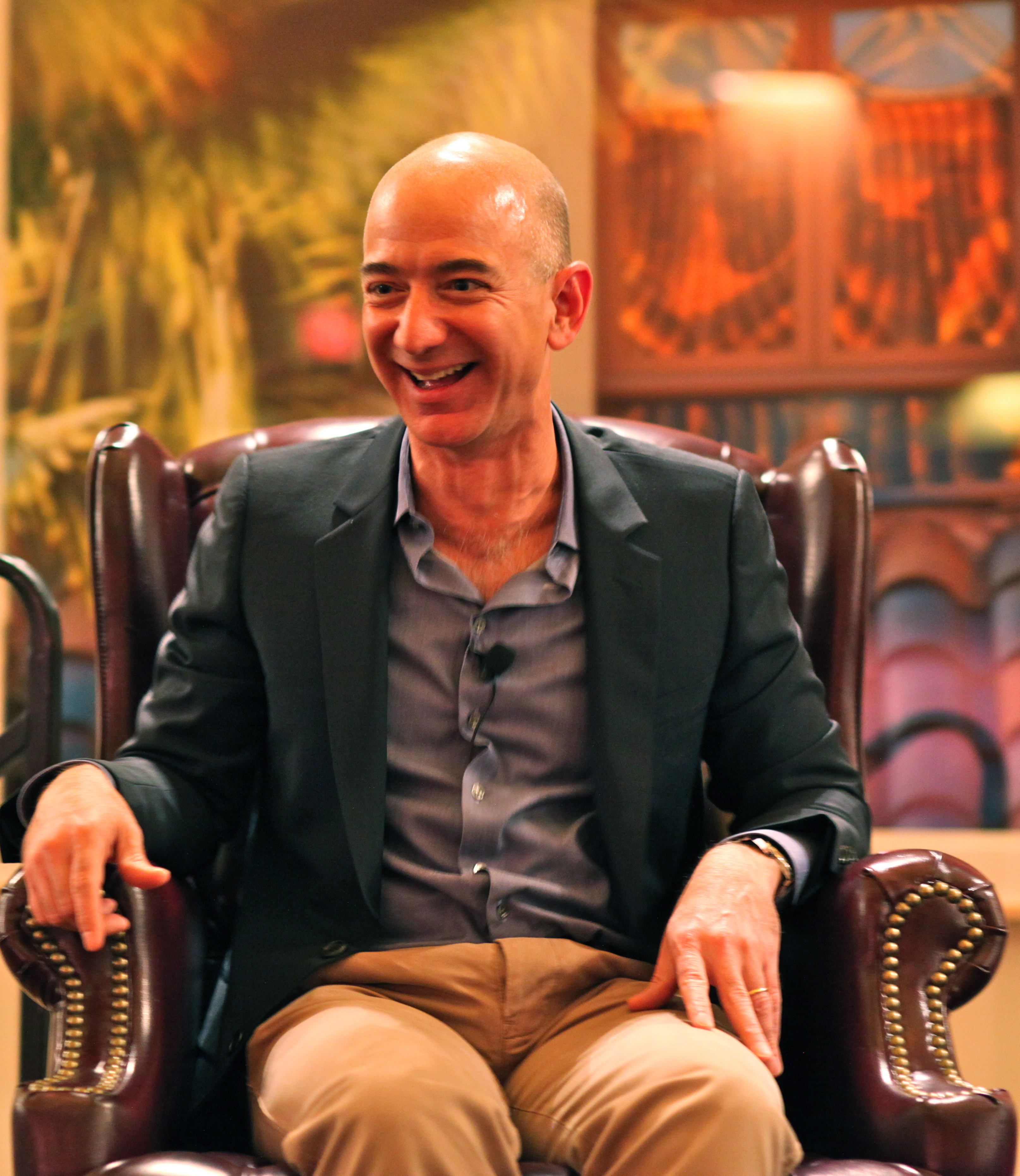
Fundador d'Amazon Jeff Bezos

La companyia va començar com una llibreria en línia, una idea sorgida en una discussió amb John Ingram d'Ingram Book (ara anomenat Ingram Content Group), juntament amb Keyur Patel, que encara té una participació en Amazon. En els dos primers mesos d'activitat, Amazon va vendre a tots els 50 estats d'EUA i a més de 45 països. En dos mesos, les vendes d'Amazon van augmentar a 20.000 dòlars setmanals. Mentre que els catàlegs més grans podien oferir 200.000 títols, una llibreria en línia podria aportar diverses vegades més, ja que tenien un magatzem virtual de gairebé il·limitada: les dels actuals fabricants de productes i proveïdors.
Bezos volia un nom per la seva empresa que comences amb "A", per ser la primera lletra de l'alfabet. Va començar a buscar a través del diccionari i es va decidir per "Amazon", en referència a l'Amazonia, per ser un lloc "exòtic i diferent" tal com havia planejat que fos la seva botiga, i en qualificar el riu Amazones com el més gran del món tal com planejava que fos la seva botiga.
El 1998 adquirí IMDb, Bookpages i Telebook.
L'any 2000, es va modificar el logotip d'Amazon afegint una fletxa corba que simbolitzava des de la A a la Z, el que representa que transporten tots els productes de l'A a la Z, amb la fletxa amb forma de somriure.
EL 2018 Amazon.com fou acusada pel president dels Estats Units, Donald Trump, de pagar massa pocs impostos i de fer mal al comerç minorista.
Un periodista treballà a Amazon com a part de la seua investigació com a observador participant infiltrat i trobà que les condicions de treball eren extremadament dures, sent precàries.
De la mateixa manera, molts venedors s'han queixat de pràctiques abusives, de monopoli i, fins i tot, del tancament dels seus comptes de venedor sense cap justificació.
Tant és així que, a juliol 2019, la Comissió Europea ha obert una investigació formal antimonopoli per intentar aclarir si Amazon fa servir les dades de tercers (els venedors) per crear els seus propis productes de marca blanca.

## Ubicacions
Amazon té oficines, centres de distribució, magatzems, centres de servei al client i centres de desenvolupament de programari a través d'Amèrica del Nord, Amèrica Llatina, Europa, Àfrica i Àsia.

### Seu central

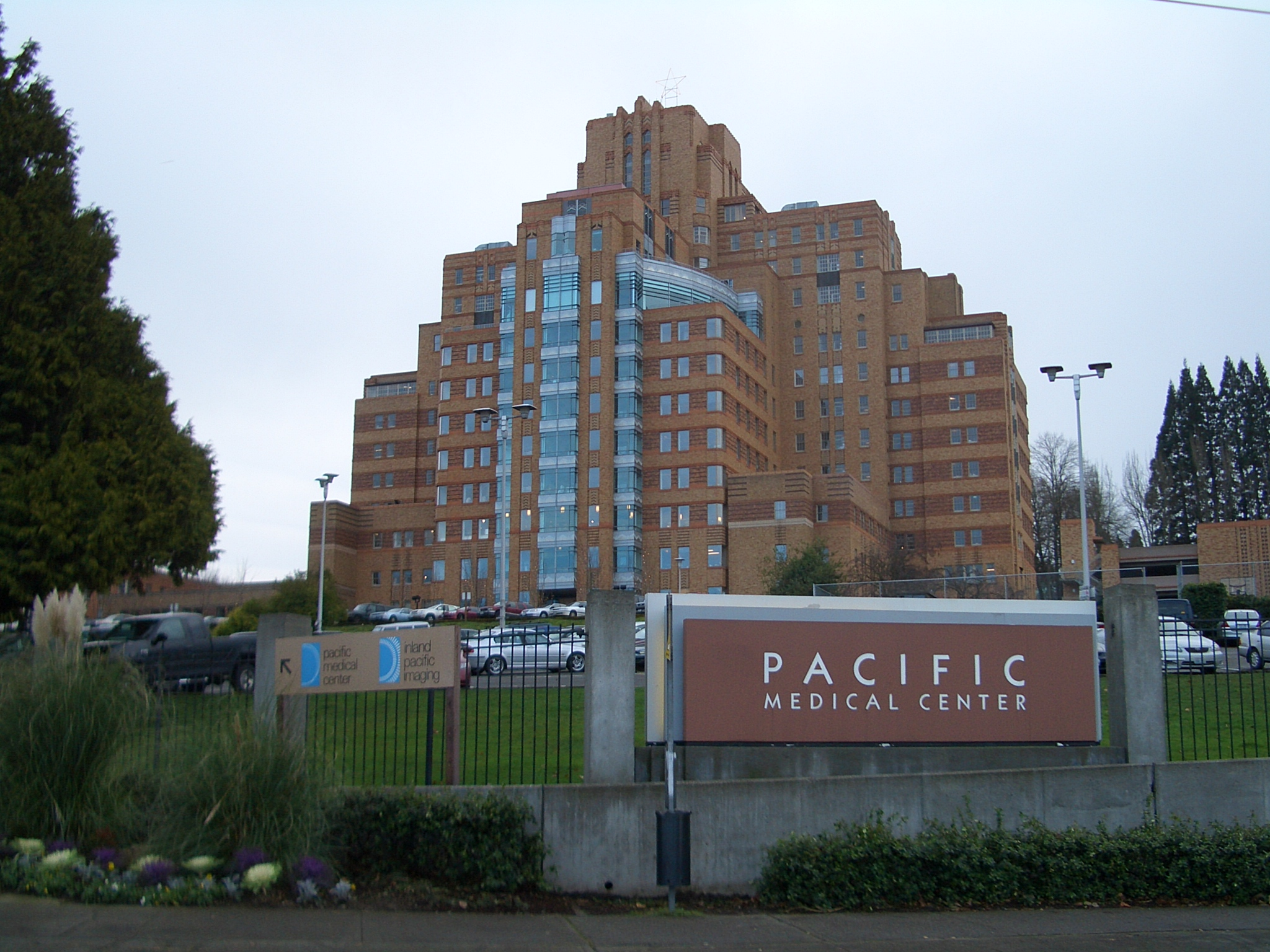
Antiga seu d'Amazon.com en l'edifici Pacific Medical Center a Beacon Hill, Seattle.

La seu mundial de la companyia està a 14 edificis al barri de South Lake Union de Seattle. Les oficines centrals europees són a la ciutat de Luxemburg. A Seattle, a partir del 2013, una quarter general de tres torres prop dels edificis existents d'Amazon amb una capacitat de 12.000 empleats estava en construcció.

### Centres de desenvolupament de programari
Si bé gran part del desenvolupament de programari d'Amazon es produeix a Seattle, la companyia dona feina als desenvolupadors de programari en els centres de tot el món. Alguns d'aquests llocs són administrats per una filial d'Amazon anomenat Desenvolupament A2Z.
- Amèrica del Nord
  - Estats Units: Cambridge, MA;[15] Charleston, SC;[16] Cupertino, California;[14] Orange County, CA; San Francisco, CA; San Luis Obispo, CA;[17] Seattle, WA; New York, NY i Tempe, AZ
  - Canada: Vancouver, British Columbia, Toronto downtown i Mississauga, Ontario
- Europa
  - Espanya: El Prat de Llobregat i San Juan de Henares
  - Irlanda: Dublín
  - Alemanya: Berlín i Dresden[18]
  - Holanda: Rijswijk
  - Romania: Iași
  - Regne Unit: Slough (Anglaterra), Londres (Anglaterra) i Edimburg (Escòcia)
- Àsia
  - Índia: Hyderabad, Bangalore i Chennai
  - Japó: Shibuya (Tòquio)
  - Xina: Beijing
- Àfrica
  - Sud Àfrica: Ciutat del Cap

### Logística i emmagatzematge
Els centres logístics es troben sovint prop dels aeroports. Aquests centres també ofereixen emmagatzematge i tramitació de comandes per a venedors externs.

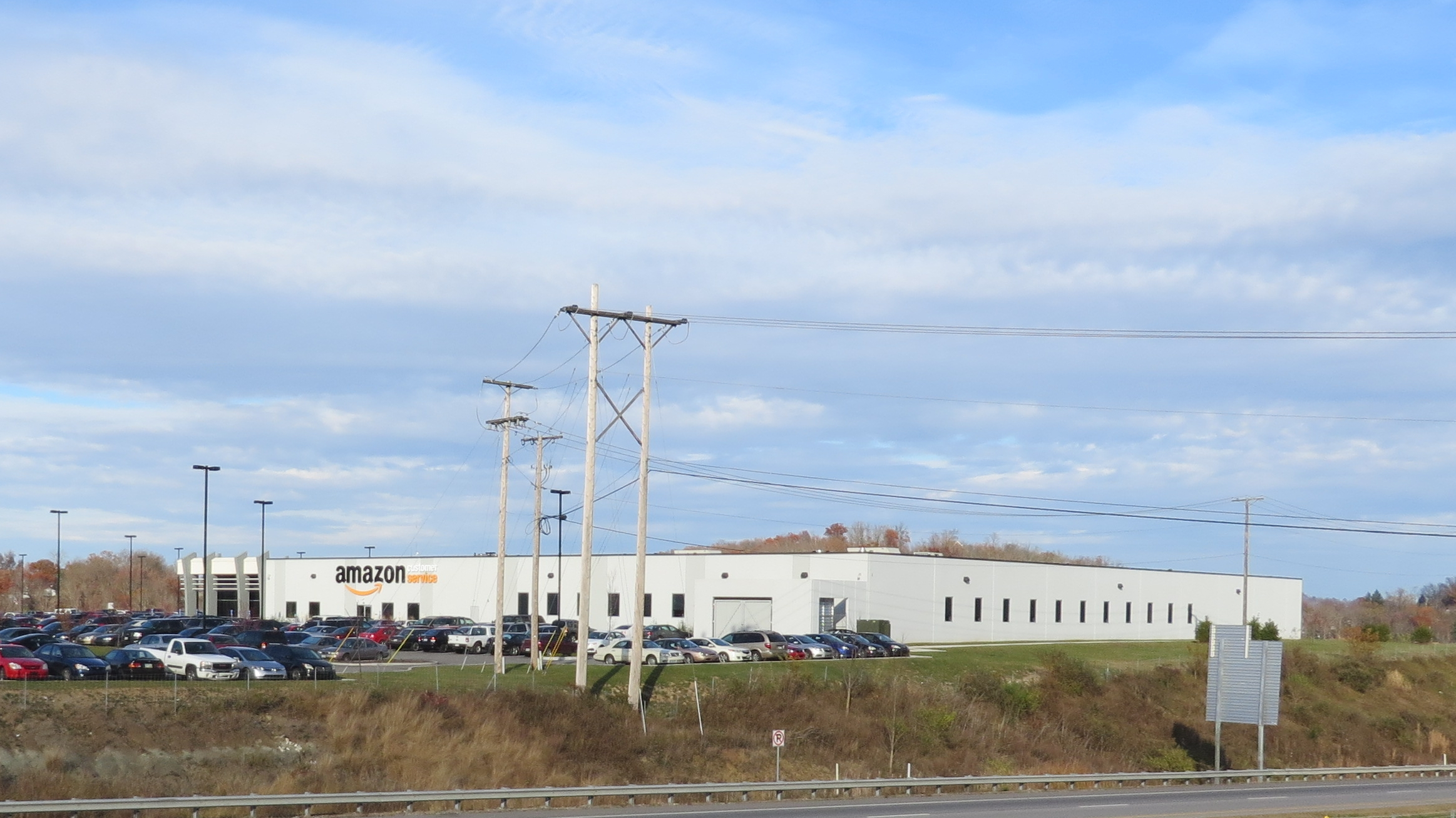
Centre d'Atenció al Client en Huntington, West Virginia

## Productes i serveis

### Vendes
Les línies de productes d'Amazon inclouen llibres electrònics, DVD, CD de música, programari, vídeos, i programari - roba, productes per a nadons, productes electrònics de consum, productes de bellesa, aliments gourmet, botigues de queviures, articles de salut i cura personal, subministraments industrials i científics, articles de cuina, joies i rellotges, articles de jardineria, instruments musicals, articles esportius, eines i joguines i jocs. El 14 de setembre de 2011 es va posar en marxa oficialment Amazon.es, amb la inauguració del nou domini es va fer efectiva l'entrada al mercat del projecte a Espanya.

### Electrònica de consum

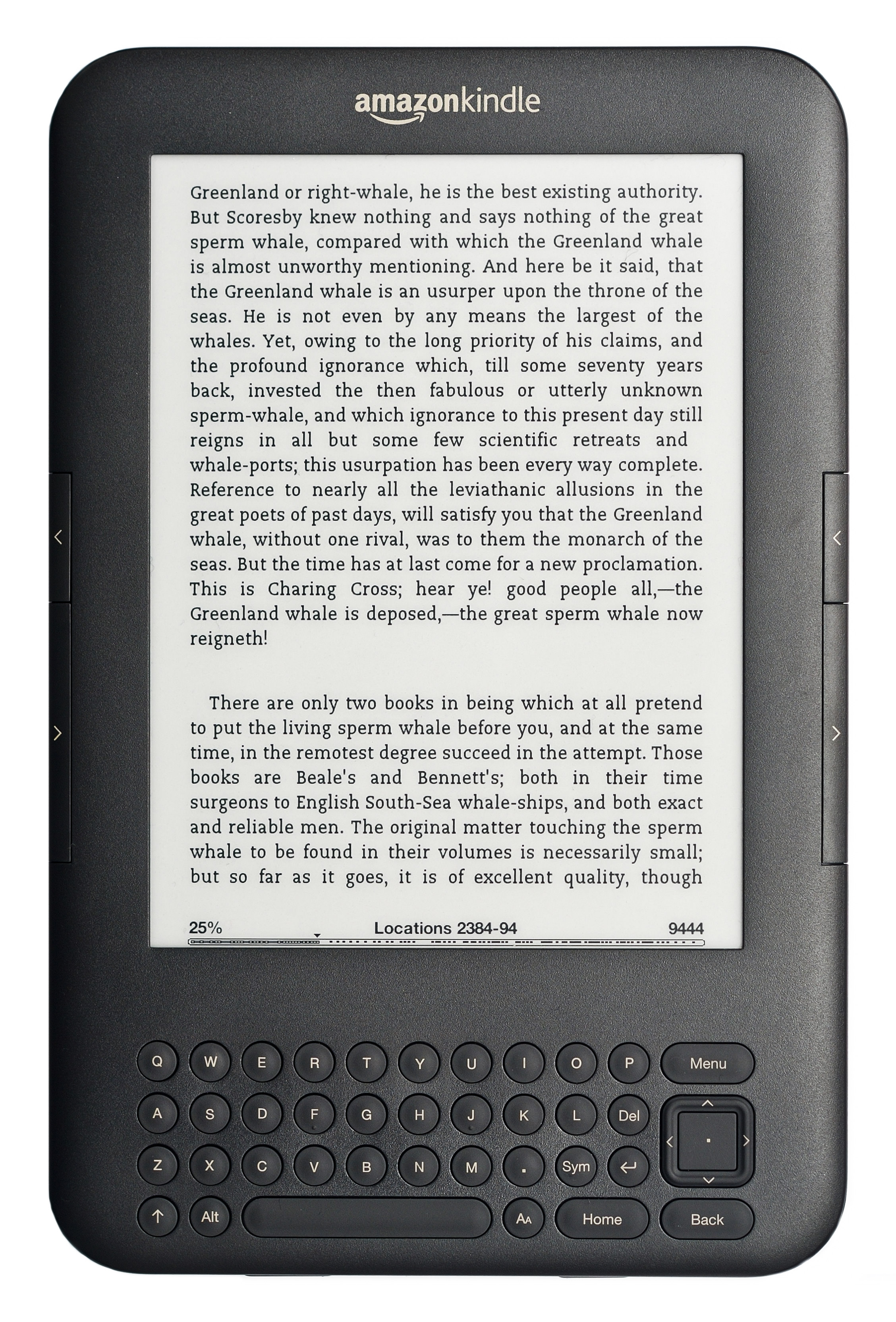
Amazon Kindle

El novembre de 2007, Amazon va llançar el Kindle d'Amazon, un lector de llibres electrònics que descarrega continguts a través de "Whispernet", a través de la xarxa sense fil EV-DO de Sprint. La pantalla utilitza la tecnologia de tinta electrònica per reduir el consum de bateria i per proporcionar una visualització més llegible. A partir de març de 2011, el nombre de llibres declarat era superior a 850.000 títols.
Els Dispositius Kindle permeten als usuaris comprar, descarregar, fullejar i llegir els e-llibres, diaris, revistes, blocs, i altres mitjans digitals a través de xarxes sense fils.
La plataforma de maquinari, desenvolupada per Amazon.com filial Lab126, va començar com un sol dispositiu i ara comprèn una gamma de dispositius, incloent els lectors electrònics dedicats amb pantalles de paper electrònic E Ink, i tauletes basades en Android amb pantalles LCD a color.

### Serveis informàtics
Amazon Elastic Compute Cloud, conegut com a Amazon EC2, és un servei web ofert per Amazon.com. Proporciona eines de computació en núvol d'una manera flexible. Permet escalar els diferents serveis i necessitats de processament de forma fàcil i àgil.

## Ètica

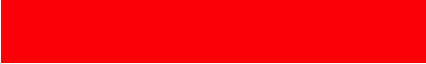
La nota d'ètica d'Amazon és de 0/8.

Amazon és una empresa que ha estat objecte de crítiques arreu per la seva manca d'ètica en diferents àmbits, com per exemple, la inclusió lingüística, l'ecologia, la comunicació, els drets humans, la tributació i la sobirania.
En concret, ha estat criticada per no traduir els seus productes a llengües com la catalana, el basc o el luxemburguès, tot i haver raons de pes per a fer-ho. També ha estat acusada de no respectar les llengües oficials dels estats on s'estableix, com ara, les llengües oficials a Espanya, i de tractar Portugal com si fos una colònia espanyola.
A més, la majoria dels productes que ven Amazon no respecten el medi ambient i tampoc no es preocupen pel transport dels seus productes de forma respectuosa amb el medi ambient.
Amb relació a la comunicació, ha estat acusada de fer ús de publicitat enganyosa i de no ser inclusiva ni respectuosa amb la població amb discapacitat. També ha estat denunciada per la pressió exercida sobre els seus empleats a Catalunya, Espanya i França. A més, ha estat acusada de vendre les dades dels seus clients al govern dels Estats Units sense el consentiment dels concernits i sense informar-ne, segons ha revelat Edward Snowden.
També ha estat criticada per establir-se a Luxemburg per tal de no tributar tot allò que li correspon, i per mantenir tractes favorables amb governs europeus a canvi de no pagar impostos a canvi d'obrir les seves activitats. Finalment, Amazon ha estat acusada de no reconèixer els microestats europeus com a països i de no treballar amb països no imperials.

### Privacitat i ús de dades personals
La preocupació per l’ús de les dades personals en relació amb les compres a Internet existeix des d'almenys 2001. L’estudi d’Anthony D. Miyazaki i Ana Fernández demostra que la majoria de les persones estan preocupades per la seguretat de les seves dades personals durant les compres en línia. També assenyalen que aquesta preocupació és lleugerament menor entre els usuaris habituals d'Internet. No obstant això, el 2001, la majoria de les persones utilitzaven pàgines web (principalment Amazon) per necessitat: la facilitat de les compres prevalia sobre la preocupació per la protecció de dades.
És gràcies a aquesta confiança que Amazon ha pogut expandir el seu negoci i abastar tots els àmbits, des de la seva pàgina de streaming fins a la seva plataforma de compres en línia. Tanmateix, com apunta l’estudi d’Emily West de 2019, aquesta diversitat d’ofertes també permet a Amazon obtenir una gran quantitat de dades sobre els seus consumidors, personalitzant així les seves ofertes. Les dades són, per tant, la base del model de negoci d'Amazon. West denuncia un “capitalisme de vigilància”: aquesta vigilància mitjançant la recopilació i l’anàlisi de dades s'estaria normalitzant, sent acceptada pels consumidors que esdevenen dependents del servei que proporciona.
Alguns productes d’Amazon també plantegen problemes pel que fa a la protecció de les dades personals. Catherin Jackson i Orebaugh Angela demostren en el seu article que Amazon Echo emmagatzema enregistraments de veu per millorar el rendiment d'Alexa, l’assistent d’intel·ligència artificial de la llar. Aquests enregistraments, que violen la intimitat de les llars, poden ser utilitzats com a proves en judicis, com en el cas d’Arkansas vs. Bates als Estats Units. Així, l’emmagatzematge de dades personals per part d’Amazon planteja nous qüestionaments.

### Projecte Nimbus
Project Nimbus és un contracte pel qual Amazon i Google proporcionen a Israel i als seus militars intel·ligència artificial, aprenentatge automàtic i altres serveis de computació en núvol. El contracte ha estat criticat per accionistes i empleats preocupats perquè el projecte pugui conduir a abusos dels drets humans palestins en el conflicte israelià-palestí.